# Вишенки (Торжокский район)
Ви́шенки — деревня в Торжокском районе Тверской области Страшевичского сельского поселения.

## География
Расположена в 38 км к юго-западу от города Торжка, в стороне от автодороги «Торжок—Луковниково» (поворот налево в селе Страшевичи).
На северной окраине протекает река Рачайной. На реке Рачайне обустроена плотина.

## Население
| 2010 |
| ---- |
| 60   |

## Инфраструктура
Дорога в деревне имеет асфальтовое покрытие. Замена полотна производилась в начале 1990-х годов. На отрезке от села Страшевичи до деревни Коротково дорога в аварийно-опасном состоянии, отдельные ямы достигают диаметра 3-х метров. Далее состояние дороги очень хорошее.
Условно деревня делится на две части: старую и новую. Различия заключаются в архитектуре и времени постройки домов. Старая часть представлена деревянными избами на одну семью. Новая часть застроена в конце 1980-х годов и представлена панельными железобетонными домами на одну семью. Действуют центральная канализация и водопровод. Все дома электрифицированы и газифицированы.
экономика
Основа экономики  - сельское хозяйство.
Колхоз «Ленинская Искра», есть коровник, сельскохозяйственная техника.
Жители в личном подсобном хозяйстве держат коров и свиней.

## Достопримечательности
- Родник «Святой ключик» с купелью и часовней. Координаты: 56.818673, 34.612371.
- Мемориал «Защитникам Родины» с братской могилой в шаговой доступности. Посвящен воинам, павшим в Великой Отечественной войне. Координаты: 56.816541, 34.603527.